# Trattato di Devol
Il trattato di Devol fu un accordo concluso nel 1108 tra Boemondo I d'Antiochia e l'Imperatore bizantino Alessio I Comneno, nella scia della Prima crociata.
Con esso si intendeva porre il Principato d'Antiochia in posizione di vassallaggio rispetto all'Impero bizantino, ma non fu immediatamente applicato.
All'inizio della Prima crociata gli eserciti Crociati si riunirono a Costantinopoli e promisero di restituire all'Impero bizantino ogni territorio già in possesso dello stesso che avessero conquistato. Tuttavia Boemondo, figlio del vecchio nemico di Alessio, Roberto il Guiscardo, reclamò per se stesso il Principato d'Antiochia. Alessio non riconobbe la legittimità del Principato e Boemondo tornò in Europa a cercare rinforzi, poi si lanciò in una guerra aperta contro Alessio, ma fu presto costretto ad arrendersi e a negoziare con Alessio nell'accampamento imperiale a Diabolis (Devoll) nell'odierna Albania, dove il trattato fu sottoscritto.
Secondo i termini del trattato, Boemondo accettò di divenire vassallo dell'Imperatore e di difendere l'Impero quando necessario.
Egli inoltre accettò la nomina di un Patriarca Greco Ortodosso.
In cambio ricevette il titolo di sebastos e dux (duca) di Antiochia, e gli fu garantito il diritto di passare ai suoi eredi la Contea di Edessa.
Dopo di ciò Boemondo si ritirò in Puglia dove morì.
Suo nipote, Tancredi, che era reggente di Antiochia, rifiutò di accettare i termini del trattato.
Antiochia entrò temporaneamente sotto l'influenza bizantina nel 1137, ma solo nel 1158 divenne effettivamente vassalla dell'Impero.
Il trattato di Devol è considerato un tipico esempio della tendenza bizantina a comporre le dispute per via diplomatica piuttosto che militare, e fu sia un risultato che una causa della sfiducia tra i Bizantini ed i loro vicini dell'Europa occidentale.

## Scenario
Nel 1097 gli eserciti crociati si riunirono a Costantinopoli dopo aver viaggiato in gruppi verso oriente, attraverso l'Europa.
Alessio I, che aveva chiesto solo qualche cavaliere occidentale mercenario per contribuire a combattere i Turchi Selgiuchidi, bloccò questi eserciti nella città, e non intendeva permettere loro di partire fino a quando i comandanti non avessero giurato di restituire all'Impero qualsiasi territorio, precedentemente appartenuto all'Impero stesso, che i Crociati avessero conquistato lungo la via per Gerusalemme.
I Crociati alla fine pronunciarono questo giuramento, individualmente piuttosto che a gruppi; alcuni, come Raimondo IV di Tolosa, forse furono sinceri ma altri, come Boemondo, probabilmente non ebbero mai intenzione di onorare le loro promesse.
In cambio, Alessio diede loro delle guide ed una scorta militare.
I Crociati furono tuttavia esasperati dalle tattiche Bizantine, come quando fu negoziata la resa di Nicea con i Selgiuchidi mentre era ancora sotto assedio da parte dei Crociati, che speravano di saccheggiarla per contribuire a finanziare la loro spedizione.
I Crociati, sentendosi traditi da Alessio, che fu abile nel recuperare diverse importanti città ed isole ed in effetti la maggior parte dell'Asia Minore occidentale, continuarono sulla loro strada senza l'aiuto dei Bizantini.
Nel 1098, quando Antiochia fu espugnata dopo un lungo assedio ed i Crociati furono a loro volta assediati nella città, Alessio mosse con le sue truppe per aiutarli, ma sentendo da Stefano di Blois che la situazione era disperata, egli tornò a Costantinopoli.
I Crociati, che avevano inaspettatamente sconfitto gli assedianti, credettero che Alessio li avesse abbandonati e considerarono i Bizantini totalmente inaffidabili. 
Di conseguenza considerarono invalidati i loro giuramenti.
Nel 1100 c'erano diversi Stati crociati, incluso il Principato di Antiochia, fondato da Boemondo nel 1098.
Ci fu chi sostenne che Antiochia sarebbe dovuta tornare ai Bizantini, nonostante il supposto tradimento di Alessio, ma Boemondo la reclamò per se stesso. Alessio, ovviamente, non era d'accordo; Antiochia aveva un importante porto, era un centro per i commerci con l'Asia ed una roccaforte della Chiesa cristiana ortodossa con un importante Patriarca.
Era stata persa dall'impero solo qualche decennio prima, a differenza di Gerusalemme che da secoli non era più in mani bizantine.
Alessio, quindi, non riconobbe la legittimità del Principato, ritenendo che esso avrebbe dovuto essere restituito all'Impero come previsto dal giuramento fatto da Boemondo nel 1097; egli quindi decise di cacciare Boemondo da Antiochia.
Boemondo aggiunse un ulteriore insulto sia ad Alessio che alla Chiesa Ortodossa, nel 1100 quando egli nominò Bernardo di Valenza Patriarca latino di Antiochia e contemporaneamente espulse il Patriarca Greco Ortodosso Giovanni l'Ossita, che fuggì a Costantinopoli.
Poco dopo, Boemondo fu catturato dai Danishmendidi di Siria e fu tenuto prigioniero per tre anni, durante i quali gli antiocheni scelsero suo nipote Tancredi come reggente.
Dopo il rilascio di Boemondo egli fu sconfitto dai Selgiuchidi alla Battaglia di Harran del 1104; questa sconfitta portò a rinnovate pressioni su Antiochia sia dai Selgiuchidi sia dai bizantini.
Boemondo lasciò a Tancredi il controllo di Antiochia e tornò in occidente, girando l'Italia e la Francia in cerca di rinforzi.
Egli ottenne la protezione di Papa Pasquale II ed il supporto del re di Francia Filippo I, di cui Boemondo sposò la figlia.
Non è chiaro se questa spedizione può essere definita una crociata.
I normanni dell'Italia meridionale, parenti di Boemondo, erano stati in conflitto con l'Impero bizantino per oltre 30 anni; suo padre Roberto il Guiscardo fu uno dei più forti nemici dell'Impero.
Mentre Boemondo era lontano, Alessio inviò un esercito a rioccupare Antiochia e le città della Cilicia.
Nel 1107, avendo a disposizione un nuovo esercito, organizzato per la sua progettata crociata contro i musulmani in Siria, Boemondo invece iniziò una guerra aperta contro Alessio, attraversando l'Adriatico per assediare Durazzo, la più occidentale delle città dell'Impero.
Come suo padre, anche Boemondo non fu capace di ottenere significativi risultati contro l'Impero; Alessio evitò lo scontro diretto e l'assedio di Boemondo fallì, anche a causa di un'epidemia che si sparse tra i suoi uomini.
Boemondo si trovò presto in una posizione impossibile, isolato di fronte a Durazzo e con la via di fuga per mare chiusa dai Veneziani, Pasquale II revocò il suo appoggio.

## Gli accordi

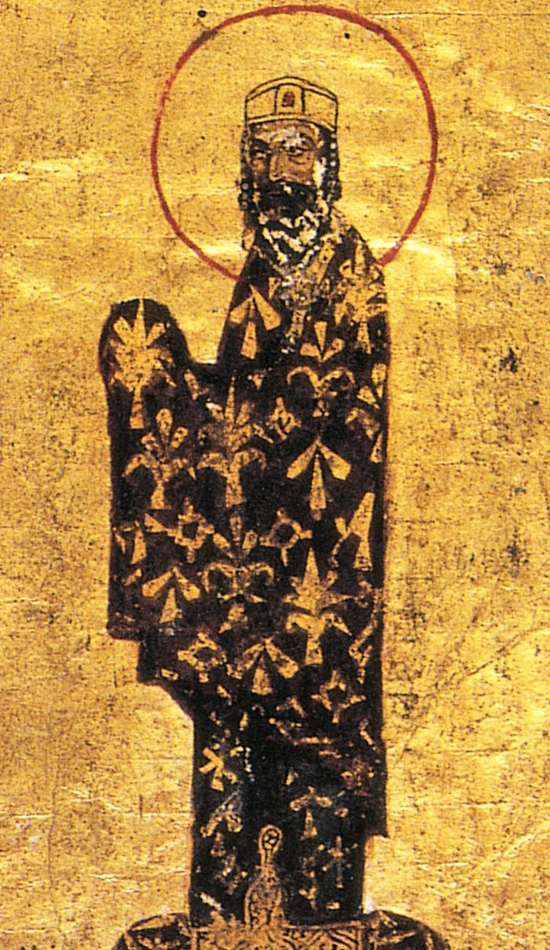
L'imperatore bizantino Alessio I Comneno.

Nel settembre 1108, Alessio chiese che Boemondo negoziasse con lui nell'accampamento imperiale a Diabolis (Devol).
Boemondo, con l'esercito non più in grado di sconfiggere Alessio in battaglia a causa dell'epidemia che lo aveva colpito, non ebbe altra scelta che accettare.
Egli ammise di aver violato il giuramento del 1097, ma rifiutò di riconoscere che questo fatto fosse rilevante nelle presenti circostanze poiché, dal punto di vista di Boemondo, anche Alessio aveva violato gli accordi tornando indietro mentre i crociati erano assediati in Antiochia, nel 1098.
Alessio accettò di considerare nulli i giuramenti del 1097.
I termini specifici del trattato furono negoziati dal generale Niceforo Briennio, e furono registrati da Anna Comnena:
- Boemondo accettò di diventare vassallo ed homo ligius (o ἄνρωπος λίζιος) dell'imperatore, ed anche del figlio ed erede di Alessio Giovanni;[14][18]
- egli accettò di contribuire alla difesa dell'impero, in qualunque momento ed in qualunque luogo gli fosse richiesto in cambio di un pagamento annuale di 200 talenti per questo servizio;
- gli fu dato il titolo di sebastos e quello di dux (duca) di Antiochia e gli furono assegnate, come feudi imperiali, Antiochia ed Aleppo (quest'ultima non era controllata né dai Crociati né dai Bizantini, ma era sottinteso che Boemondo avrebbe tentato di conquistarla);
- egli accettò di restituire Laodicea ed altri territori della Cilicia ad Alessio, e di non attaccare i territori armeni;
- egli accettò la nomina da parte di Alessio di un Patriarca Greco-Ortodosso, scelto "tra i discepoli della grande chiesa di Costantinopoli" (la restaurazione del Patriarca Ortodosso fu un segno di sottomissione all'impero, ma sollevò dei problemi di diritto canonico di difficile soluzione[19])[14][20];
- se uno dei vassalli di Boemondo - in particolare il suo nipote Tancredi, principe di Galilea – avesse rifiutato di onorare il trattato, Boemondo avrebbe dovuto fargli intendere ragione.

I termini furono negoziati in conformità alla cultura occidentale di Boemondo, così egli si vide come vassallo feudale di Alessio, con tutti gli obblighi che questo implicava secondo le usanze occidentali: egli era tenuto ad assistere militarmente l'Imperatore, ad eccezione delle guerre nelle quali era coinvolto egli stesso, ed a servirlo contro tutti i suoi nemici in Europa ed in Asia.
Anna Comnena ha descritto la procedura con dettagli molto ripetitivi, con Boemondo che di frequente precisava i propri errori ed elogiava la benevolenza di Alessio e dell'Impero; il tutto fu probabilmente piuttosto umiliante per Boemondo. D'altra parte l'opera di Anna aveva lo scopo di celebrare suo padre (Alessio) ed i termini del trattato potrebbero non essere del tutto esatti.
Gli accordi verbali furono scritti in due copie, una per Alessio e l'altra per Boemondo.
Secondo quanto riportato da Anna, i testimoni venuti dal campo di Boemondo che sottoscrissero la sua copia del trattato furono:
Mauro De Monte vescovo di Amalfi e Legato pontificio,
Reinaldo vescovo di Taranto
ed il clero minore che li accompagnava;
l'abate del monastero di S. Andrea in Brindisi insieme a due dei suoi monaci
ed un certo numero di pellegrini senza nome (probabilmente soldati dell'esercito di Boemondo).
Testimoni del trattato per la corte imperiale di Alessio furono
il sebastos Marino di Napoli,
Ruggero figlio di Dagoberto,
Pietro di Alife,
Guglielmo di Gand,
Riccardo di Salerno,
Goffredo di Mailli,
Hubert figlio di Raoul,
Paolo Romano,
gli ambasciatori Peres e Simon dall'Ungheria,
e gli ambasciatori Basilio l'Eunuco e Costantino. Molti dei testimoni di Alessio erano occidentali che avevano importanti posizioni nell'esercito bizantino e nella corte imperiale; Basilio e Costantino erano ambasciatori al servizio dei parenti di Boemondo in Italia meridionale.
Nessuna delle due copie è sopravvissuta.
Erano scritte in latino o greco: entrambe le ipotesi sono ugualmente probabili dato il numero di occidentali presenti, molti dei quali dovevano conoscere il latino; forse furono usate entrambe le lingue.
Non è chiaro fino a che punto la notizia delle concessioni di Boemondo si diffuse attraverso l'Europa poiché solo pochi cronisti accennano al trattato; Fulcherio di Chartres dice semplicemente che Boemondo ed Alessio si riconciliarono.

## Analisi

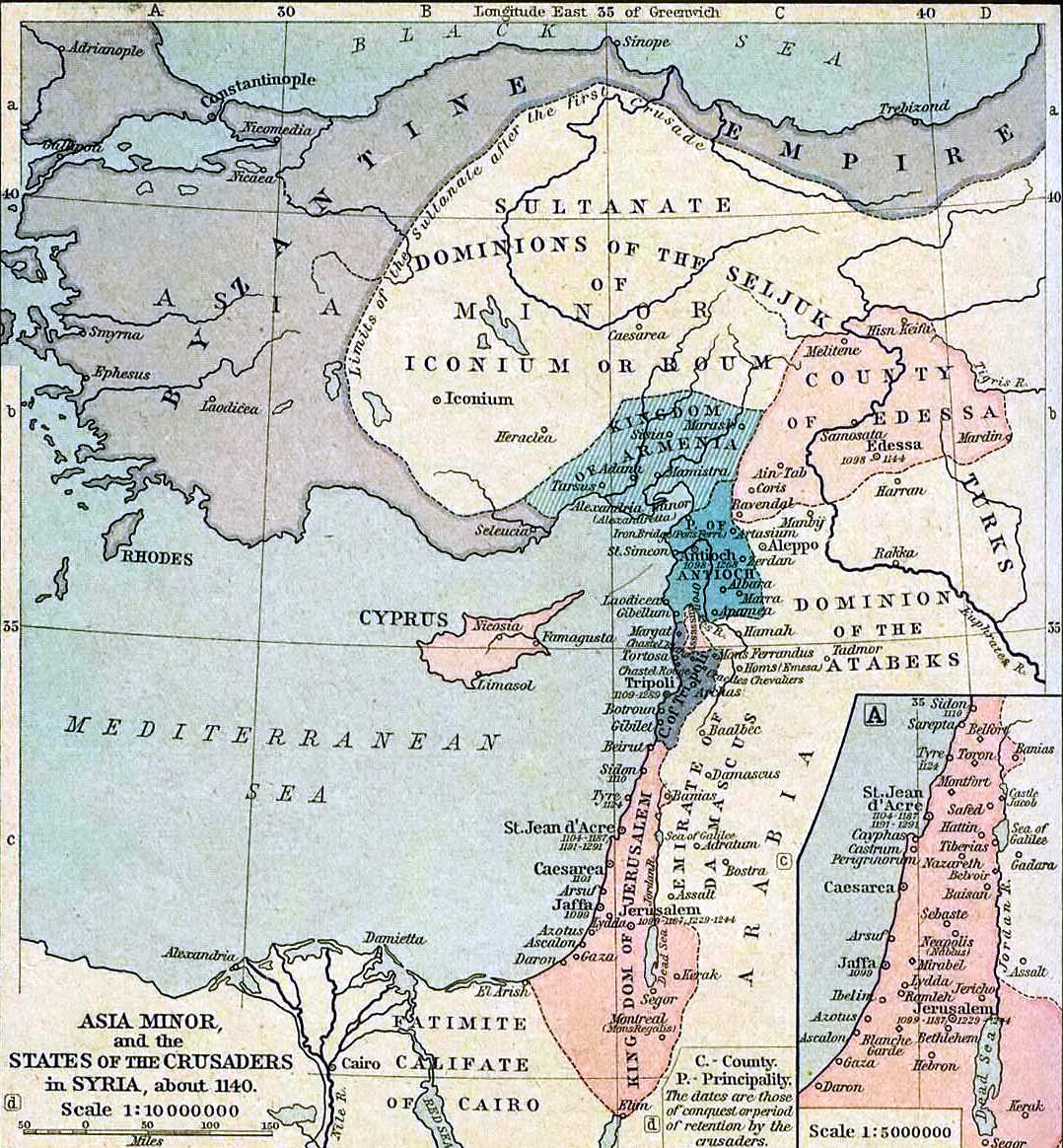
Asia Minore e Stati Crociati attorno al 1140.

Il trattato era sbilanciato in favore di Alessio e prevedeva l'assorbimento finale di Antiochia e del suo territorio nell'Impero. Alessio, vista l'impossibilità di scacciare Boemondo da Antiochia, tentò di assorbirlo nella struttura di governo bizantina e di farlo lavorare per il bene dell'Impero.
Boemondo poteva tenersi Antiochia fino alla morte con il titolo di dux, a meno che l'Imperatore (Alessio o, in futuro, Giovanni) decidesse per qualsiasi ragione di rinnegare l'accordo.
Alla morte di Boemondo il Principato sarebbe tornato sotto il controllo diretto bizantino.
Boemondo quindi non avrebbe potuto iniziare una dinastia in Antiochia, mentre gli fu concesso il diritto di lasciare ai suoi eredi la contea di Edessa ed ogni altro territorio che fosse riuscito ad acquisire nell'entroterra siriano.
I possedimenti di Boemondo includevano San Simeone e la costa, le città di Bagras ed Artah, ed i possedimenti Latini nel Jebel as-Summaq.
Laodicea e la Cilicia invece tornarono sotto il governo diretto bizantino.
Come puntualizzato da Thomas Asbridge, la gran parte di quello che l'Imperatore concesse a Boemondo (inclusa la stessa Aleppo) era ancora in mano musulmana, e né Boemondo né Alessio controllavano Edessa perché all'epoca Tancredi era reggente sia lì che ad Antiochia, ciò si contrappone alla valutazione di Lilie secondo il quale per Boemondo il trattato fu un risultato positivo.
René Grousset definisce il trattato un "diktat" mentre Jean Richard sottolinea che le regole del feudalesimo alle quali Boemondo dovette sottomettersi "non erano in nessun modo umilianti."
Secondo John W. Birkenmeier, il trattato segnò il momento in cui Alessio aveva sviluppato un nuovo esercito e nuove dottrine tattiche per il suo utilizzo, ma non fu un successo politico bizantino; "la libertà di Boemondo fu scambiata con una signoria dell'Italia meridionale che non sarebbe mai potuta essere effettiva e con un'occupazione di Antiochia che non si sarebbe mai potuta realizzare."
I termini del trattato sono stati interpretati in vari modi.
Secondo Paul Magdalino e Ralph-Johannes Lilie, "il trattato così come riprodotto da Anna Comnena mostra una sorprendente familiarità con i costumi feudali occidentali; che sia stato scritto da un Greco o da un Latino al servizio dell'Impero esso mostra sensibilità e considerazione per il punto di vista occidentale sullo status quo nel mediterraneo orientale."
Stesse caratteristiche ebbero le iniziative diplomatiche intraprese da Alessio per ottenere il rispetto del trattato da parte di Tancredi (come il trattato che stipulò con Pisa nel 1110–1111 ed i negoziati per l'unione della Chiesa con Pasquale II nel 1112).
In opposizione, Asbridge ha recentemente sostenuto che il trattato deriva da precedenti Greci tanto quanto occidentali, e che Alessio desiderava considerare Antiochia come ricadente sotto l'ombrello del sistema della pronoia.

## Conseguenze

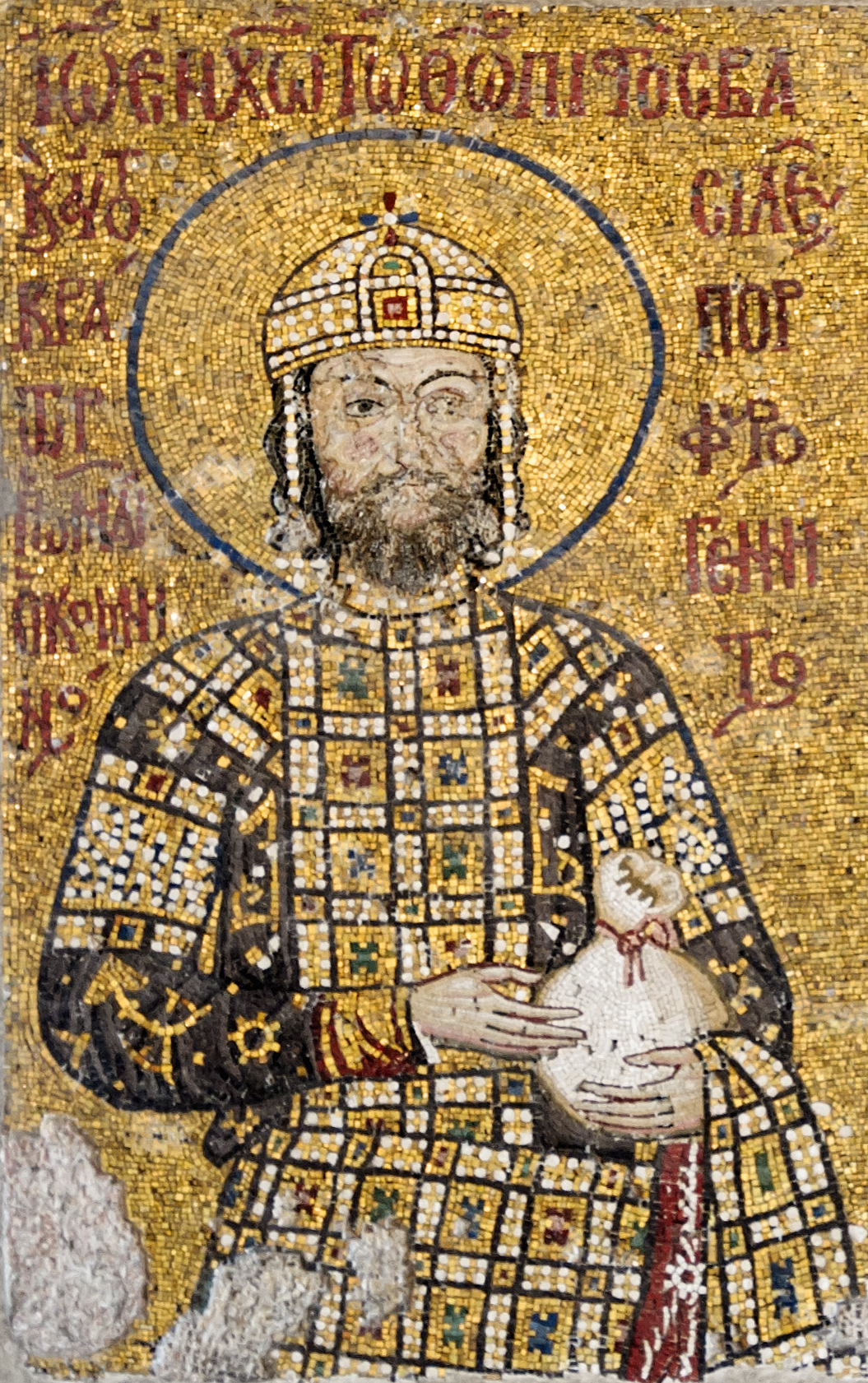
Un mosaico raffigurante Giovanni II, figlio di Alessio, che conquistò Antiochia nel 1137.

Questo trattato segnò la fine di Boemondo d'Altavilla di Taranto e d'Antiochia, figlio di Roberto il Guiscardo, una delle più splendide e potenti personalità fra i principi della prima crociata; egli non vedrà mai più in Terra Santa, tornò in Italia dove morì nel 1111.
Le clausole accuratamente costruite del Trattato non furono mai applicate; il nipote di Boemondo, Tancredi, rifiutò di onorare il trattato. 
Egli pensava che Antiochia fosse sua per diritto di conquista e non vedeva nessun motivo per consegnarla a qualcuno che non aveva partecipato alla Crociata ma che in effetti aveva attivamente operato contro di essa (come i Crociati credevano).
Sembra che i Crociati ritenessero che Alessio aveva ingannato Boemondo per ottenere Antiochia; essi inoltre consideravano Alessio ingannevole ed inaffidabile ed il trattato può aver rafforzato tale convinzione.
Il trattato si riferiva a Tancredi come a colui che deteneva illegalmente Antiochia, ed Alessio si aspettava che Boemondo lo scacciasse o che lo controllasse in qualche modo.
Tancredi inoltre non permise ad un Patriarca greco di entrare in città; invece un Patriarca Greco fu nominato a Costantinopoli e nominalmente tenne il potere là.
La questione di Antiochia e delle adiacenti città della Cilicia turbarono l'Impero per molti anni.
Il trattato di Devol non fu mai applicato ma fornì le basi legali dei negoziati tra bizantini e Crociati per i successivi trent'anni e per le pretese imperiali su Antiochia durante i regni di Giovanni II e Manuele I.
Giovanni II tentò di imporre la sua autorità nel 1137, muovendo verso Antiochia con il suo esercito ed assediando la città.
I cittadini di Antiochia tentarono di negoziare, ma Giovanni chiese la resa incondizionata della città.
Dopo aver ottenuto l'autorizzazione del re di Gerusalemme, Folco, il Principe di Antiochia Raimondo aprì le porte della città a Giovanni.
L'accordo per cui Raimondo fece atto di "omaggio feudale" a Giovanni, fu esplicitamente basato sul trattato di Devol , ma andò oltre: Raimondo, che fu riconosciuto come vassallo imperiale per Antiochia, diede all'Imperatore il diritto di libero accesso ad Antiochia, e si impegnò a cedere la città in cambio dell'investitura per Aleppo, Shayzar, Homs ed Hama non appena queste ultime fossero state conquistate ai musulmani.
Poi, Raimondo avrebbe governato le nuove conquiste ed Antiochia sarebbe tornata sotto il diretto controllo imperiale.
La campagna alla fine fallì, in parte perché Raimondo e Joscelin II, Conte di Edessa, che erano stati obbligati ad unirsi a Giovanni in quanto suoi vassalli, non fecero la loro parte.
Quando, al loro ritorno ad Antiochia, Giovanni insisté per prendere possesso della città, i due principi organizzarono una rivolta.
Giovanni si ritrovò assediato nella città e fu costretto ad andarsene nel 1138, richiamato a Costantinopoli.
Egli accettò diplomaticamente le assicurazioni di Raimondo e Joscelin di non aver avuto nulla a che fare con la ribellione. Giovanni ritentò l'operazione nel 1142, ma inaspettatamente morì e l'esercito bizantino si ritirò.

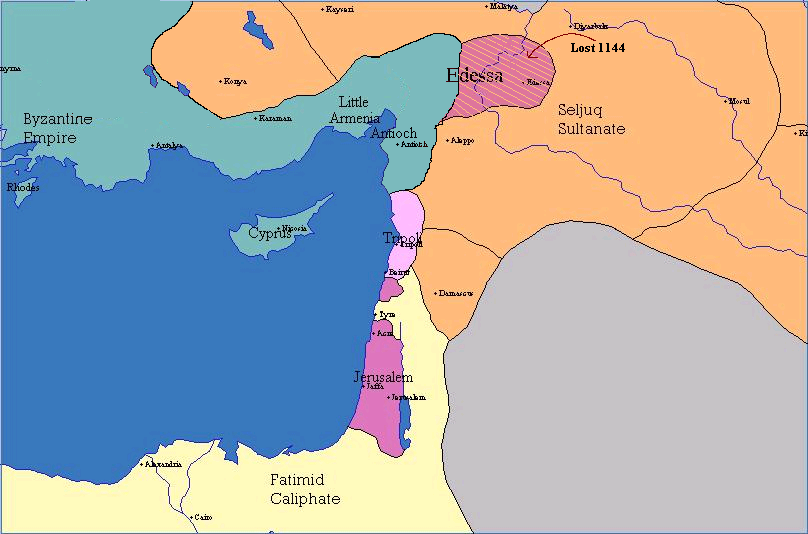
Antiochia sotto la protezione bizantina (1159 - 1180).

Fu solo nel 1158, durante il regno di Manuele I, che Antiochia divenne realmente uno stato vassallo dell'impero, quando Manuele costrinse Rinaldo di Châtillon a giurargli fedeltà come punizione per l'attacco di Rinaldo alla bizantina Cipro. Il Patriarca Greco Ortodosso fu restaurato e restò in carica contemporaneamente al Patriarca Latino.
Antiochia si indebolì a causa di reggenti privi di poteri dopo la cattura di Rinaldo da parte dei musulmani nel 1160, rimase uno stato vassallo bizantino fino al 1182 quando le divisioni interne che seguirono la morte di Manuele nel 1180 impedirono all'Impero di imporre i suoi diritti.
Sulla frontiera balcanica il trattato di Devol segnò la fine della minaccia normanna al litorale Adriatico meridionale durante il regno di Alessio ed anche in seguito; l'efficacia delle difese di frontiera scoraggiarono ulteriori invasioni attraverso Durazzo per la maggior parte del XII secolo.

### Fonti primarie
- Anna Comnena, Alessiade, traduzione di Giuseppe Rossi, Tomo II, Milano, Paolo Andrea Molina, 1849. URL consultato il 1º luglio 2011.
- (EN) Anna Comnena, Libri X - XIII, in Alessiade, traduzione di Elizabeth A. S. Dawes, Medieval Sourcebook. URL consultato il 2 agosto 2008 (archiviato dall'url originale il 27 settembre 2012).
- Fulcherio di Chartres, La fondazione del regno di Gerusalemme, in Gioia Zaganelli (a cura di), Crociate - Testi storici e poetici, Introduzione di Gioia Zaganelli, Meridiani Classici dello spirito, Segrate, Arnoldo Mondadori Editore, 2004.
- (FR) Fulcherio di Chartres, Chapter XXXV, su HISTOIRE DES CROISADES, gallica.bnf.fr, Gallica. URL consultato il 2 agosto 2008.
- (EN) Guglielmo di Tiro, Historia rerum in partibus transmarinis gestarum (A History of Deeds Done Beyond the Sea), traduzione di E. A. Babock e A. C. Krey, Columbia University Press, 1943.
- (LA) Guglielmo di Tiro, HISTORIA RERUM IN PARTIBUS TRANSMARINIS GESTARUM, su thelatinlibrary.com, The Latin Library. URL consultato il 2 agosto 2008 (archiviato dall'url originale il 10 dicembre 2012).

### Fonti secondarie
- (EN) Michael Angold, The Byzantine Empire, 1025-1118, in Rosamond McKitterick (a cura di), The New Cambridge Medieval History, Cambridge University Press, 2005, ISBN 0-521-41411-3.
- (EN) John W. Birkenmeier, Historical Overview of the Eleventh-and Twelfth-Century Byzantium, in The Development of the Komnenian Army: 1081–1180, Brill Academic Publishers, 2002, ISBN 90-04-11710-5.
- (EN) Bernard Hamilton, William of Tyre and the Byzantine Empire, in Charalambos Dendrinos, Jonathan Harris, Eirene Harvalia-Crook e Judith Herrin (a cura di), Porphyrogenita: Essays on the History and Literature of Byzantium and the Latin East in Honor of Julian Chrysostomides, Ashgate Publishing, Ltd., maggio 2003, ISBN 0-7546-3696-8.
- (EN) Jessica Holifield, Tancred and Bohemond: Brothers-in-arms or Arch Rivals? (PDF), su University of Leeds (School of History). URL consultato il 12 settembre 2007 (archiviato dall'url originale il 26 marzo 2009).
- (EN) Andrew Jotischky, Crusade and Settlement, 1095-c. 1118, in Crusading And The Crusader States, Pearson Education, 2004, ISBN 0-582-41851-8.
- (EN) Alexander Kazhdan, Latins and Franks in Byzantium: Perception and Reality from the Eleventh to the Twelfth Century (PDF), in Angeliki E. Laiou - Roy Parviz Mottahedeh (a cura di), The Crusades from the Perspective of Byzantium and the Muslim World, Washington, D.C., Dumbarton Oaks Research Library and Collection, 2001, ISBN 0-88402-277-3. URL consultato il 9 aprile 2008 (archiviato dall'url originale il 1º ottobre 2008).
- (EN) Tia M. Kolbaba, Byzantine Perceptions of Latin Religious Errors (Themes and Changes from 850 to 1350) (PDF), in Angeliki E. Laiou - Roy Parviz Mottahedeh (a cura di), The Crusades from the Perspective of Byzantium and the Muslim World, Washington, D.C., Dumbarton Oaks Research Library and Collection, 2001, ISBN 0-88402-277-3. URL consultato il 9 aprile 2008 (archiviato dall'url originale il 1º ottobre 2008).
- (EN) Ralph-Johannes Lilie, The Crusades and Byzantium, in Khalil I. Semaan (a cura di), The Crusades: Other Experiences, Alternate Perspectives, Global Academic Publishing, 2003, ISBN 1-58684-251-X.
- (EN) Paul Magdalino, The Empire of Manuel I Komnenos, 1143–1180, Cambridge University Press, 2002, ISBN 0-521-52653-1.
- (EN) John Julius Norwich, Byzantium:The Decline and Fall, Viking, 1995, ISBN 0-670-82377-5.
- (EN) Jean Richard, From the First to the Second Crusade, in The Crusades, c. 1071-c. 1291, traduzione di Jean Birrell, Cambridge University Press, 1999, ISBN 0-521-62566-1.
- (EN) John G. Rowe, Paschal II, Bohemond of Antioch and the Byzantine Empire (PDF), in Bulletin of the John Rylands Library, vol. 44, 1966-67,  pp. 165-202.
- (EN) Steven RUNCIMAN, The First Crusade, Cambridge, Cambridge University Press, 1980, ISBN 0-521-23255-4.
- (EN) Matthew Spinka, Latin Church of the Early Crusades, in Church History, vol. 8, n. 2, giugno 1939,  pp. 113-131, DOI:10.2307/3160650. URL consultato il 20 settembre 2007.
- (EN) Peter Stephenson, The Rise of the West, I: Normans and Crusaders (1081-1118), in Byzantium's Balkan Frontier: A Political Study of the Northern Balkans, 900-1204, Cambridge University Press, 2000, ISBN 0-521-77017-3.

### Ulteriori letture
- (EN) Thomas S. Asbridge, The Creation of the Principality of Antioch, 1098–1130. The Boydell Press, 2000.
- (EN) Jonathan Harris, Byzantium and the Crusades. Hambledon and London, 2003.
- (EN) Ralph-Johannes Lilie, Byzantium and the Crusader States, 1096–1204. Trans. J.C. Morris and J.C. Ridings. Clarendon Press, 1993.
- (EN) Kenneth M. Setton (a cura di), A History of the Crusades, volumi II e V, Madison, University of Wisconsin Press, 1969–1989. URL consultato il 5 ottobre 2008.